# 笑福亭たま
笑福亭 たま（しょうふくてい たま、1975年1月6日 - ）は、大阪府貝塚市出身の落語家。本名、辻 俊介（つじ しゅんすけ）。血液型はB型。出囃子は『長崎さわぎ』。

## 来歴・人物
「桂枝雀を彷彿とさせる」と称される。
大阪府立岸和田高等学校を経て京都大学経済学部卒業。
在学中に3回生のときに落語研究会に入部。笑福亭福笑の「時うどん」で落語の面白さにめざめる。
1998年4月、大学を卒業直後にに笑福亭福笑に入門。高座名は実家がビリヤード店であることに由来する。芸能事務所に所属しておらず、現在はフリー。上方落語協会会員。師匠福笑の上下（かみしも）を振らないスタイルを継承しつつ、実験的な試みにも挑戦している。
古典落語と新作落語の両刀使いであり、テレビでは「ショート落語」を披露している。
2020年時点では「最もパワフルな若手イノベーター」と呼ばれ、京大卒という異色の経歴と合わせて、首都圏の落語会へ足を運ぶ若いファンが急増した要因の1人とみなされている。
京都大学出身の噺家として初の事例となっており、笑福亭たま以降、桂福丸、入船亭遊京、春風亭いっ休など京都大学出身の噺家が出ている。遊京、いっ休は落語研究会の後輩にあたるが、相談はなかったとのこと。

## 出演番組

### 現在のレギュラー
ラジオ
- たまの法律目線!はよ相談しなはれ (OBC)

### 過去のレギュラー
テレビ
- ゆうドキッ!（奈良テレビ、木曜）
- 落語でブッダ（NHK）

ラジオ
- たまの袋とじ (OBC)

### ゲスト出演
テレビ
- クイズプレゼンバラエティー Qさま!!（テレビ朝日）
- 御法度落語 おなじはなし寄席!（BS朝日、2021年1月9日）

### インターネット
- お台場寄席DOUGA（フジテレビ無料動画サイト「見参楽」）

## 受賞歴
- 2004年：大阪府舞台芸術新人賞
- 2004年：文化庁芸術祭演芸部門新人賞
- 2008年：繁昌亭大賞輝き賞
- 2009年：繁昌亭大賞創作賞
- 2010年：咲くやこの花賞大衆演芸部門
- 2011年：なにわ芸術祭新人賞
- 2012年：繁昌亭大賞爆笑賞
- 2016年：上方落語若手噺家グランプリ優勝
- 2016年：繁昌亭大賞奨励賞[3]
- 2017年：国立演芸場花形演芸大賞
- 2021年：繁昌亭大賞